# ペコリーノ・ロマーノ
ペコリーノ・ロマーノ（伊語: Pecorino Romano）はイタリアのDOP指定チーズである。指定地域はラツィオ州とサルデーニャ州。
外見は白色で円柱形の硬質チーズ。硬質チーズのなかでは比較的やわらかい。
ペコリーノとはヒツジの乳から作ったチーズのことで、独特の風味と旨味がある。ロマーノとはこのチーズが元々ローマ近郊で伝統的に作られていたために名付けられた。

## 食べ方

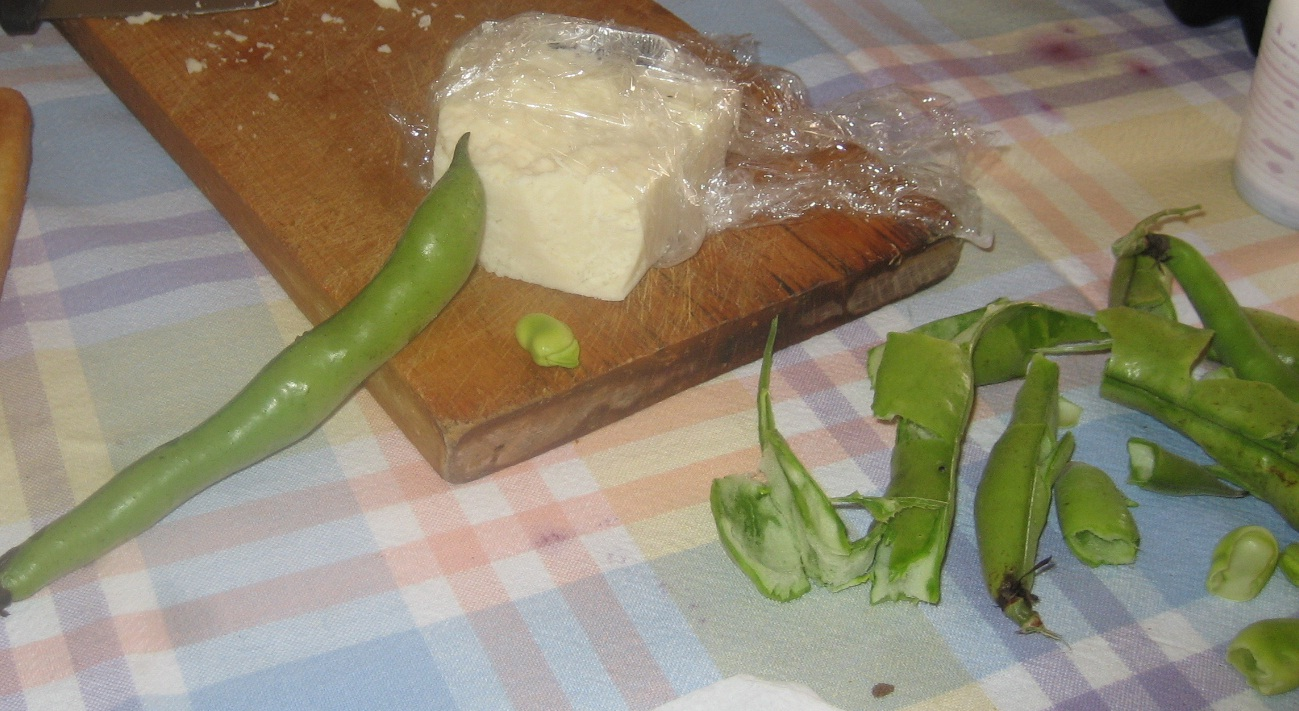
ペコリーノとファーベ

そのまま食べることもあるが塩味が特徴なので、パルミジャーノ・レッジャーノやグラナ・パダーノのように、すりおろすか細かく刻むかしてカルボナーラ、アマトリチャーナやジェノヴェーゼ・ソースなどの材料としてイタリア料理に使うことが多い。
また、ローマなどでは5月のメーデーの頃に、ファーベ（イタリア語でfava）という収穫したばかりの生食用のそら豆が出回ると、ペコリーノとワインで、季節の到来を楽しむ習慣がある。生食が可能な新鮮なファーべの賞味期限は収穫後2〜3日以内なので、その期間に、その場所にいないと食べることができない春の風物詩の一品である。
サイゼリヤではかつて粉チーズとしてペコリーノ・ロマーノを提供していたが、現在はグランモラビアに変更されている。有料トッピングとしてペコリーノ・ロマーノを提供していた時期もあるが、2023年の粉チーズの有料化に伴い廃止された。

## レシピ例
| 料理名           | チーズ               | 香辛料   | 肉             | 卵 | 野菜   | 生クリーム |
| ---------------- | -------------------- | -------- | -------------- | -- | ------ | ---------- |
| カチョエペペ     | ペコリーノ・ロマーノ | コショウ |                |    |        | ×          |
| グリーチャ       | ペコリーノ・ロマーノ | コショウ | グアンチャーレ |    |        | ×          |
| カルボナーラ     | ペコリーノ・ロマーノ | コショウ | グアンチャーレ | 卵 |        | ×          |
| アマトリチャーナ | ペコリーノ・ロマーノ | コショウ | グアンチャーレ |    | トマト | ×          |

## 参照
- イタリアのチーズ
- ペコリーノ
  - ペコリーノ・サルド
- DOP